# Kemkemia
Kemkemia is een geslacht van uitgestorven Crocodyliformes dat tijdens het Laat-Krijt leefde in het gebied van het huidige Marokko.

## Naamgeving
De typesoort Kemkemia auditorei werd in 2009 benoemd door de Italiaanse paleontologen Andrea Cau en Simone Maganuco. De geslachtsnaam verwijst naar de Kem Kem-aardlagen waarin het fossiel gevonden is. De soortaanduiding eert de Italiaanse paleontologisch illustrator Marco Auditore, die beide beschrijvers vaak met tekeningen geholpen heeft en bekend staat om zijn virtuoze stijl.

## Vondst
Het fossiel, holotype MSNM V6408, bestaat uit een enkele staartwervel. Het is in 1999 door een Italiaans team dat op zoek was naar fossiele ongewervelden aangetroffen bij Tafi Lalt in een laag uit het Cenomanien (95 miljoen jaar oud) en werd zonder verder bestudeerd te worden opgeslagen in de verzameling van het natuurhistorisch museum van Milaan, totdat Maganuco begin 2008 zijn vriend Cau op het specimen opmerkzaam maakte. De wervel, zes centimeter lang en smal van vorm, is afkomstig uit een positie iets voor het uiteinde van de staart en toont op het eerste gezicht vijf autapomorfieën, eigenschappen die uniek zijn voor het taxon en zo bewijzen dat het inderdaad een aparte soort betreft. Zo is het wervelkanaal erg wijd; zijn de zygapofysen, de contact makende werveluitsteeksels, erg in grootte gereduceerd; is het doornuitsteeksel laag maar stevig met ondiepe zijgroeven; heeft de bovenkant van dat uitsteeksel in het midden bovenop een holte en zijn de achterste zygapofysen achteraan naar elkaar gedrongen. Deze eigenschappen leken de beschrijvers een voldoende basis om een aparte soort te benoemen, ondanks dat maar een enkel bot bekend was en tegen het advies in van een van de beoordelaars die de collegiale toetsing van het beschrijvende artikel uitvoerde.

## Beschrijving
De wervel heeft een nauwste doorsnede die een zesde is van de lengte (60,48 millimeter); de maximale breedte is 17,79 millimeter. Omdat het wervellichaam vrij geleidelijk via de wervelboog in de doornuitsteeksel overgaat is de hele wervel erg zijdelings afgeplat met een hoogte van 33,81 millimeter. De wervelboog heeft zeer dunne wanden, zodat het wervelkanaal een grote symmetrisch ronde doorgang vormt. De uitholling op het doornuitsteeksel is elliptisch van vorm. De zijgroeven ervan zijn breed en ondiep en verwijden zich naar voren toe om in de voorste rand over te gaan. Van daaruit loopt een lage richel, het spinoprezygapophyseale naar de linker prezygapofyse; een overeenkomende structuur aan de rechterkant ontbreekt. De prezygapofysen zijn laag en steken niet verder uit dan het voorvlak van de wervel. De postzygapofysen staan zelfs nog verder van de achterrand en vernauwen achteraan tot haast een enkele spoor in het midden — de boven vermelde autapomorfie die geen enkele andere theropode vertoont.

## Fylogenie
De combinatie van eigenschappen leek uniek; samen met andere kenmerken wijzen ze op een behoren tot de Neoceratosauria maar de beschrijvers wijzen de soort voorzichtigheidshalve voorlopig toe aan een Neotheropoda incertae sedis, dus een nog onbepaalde positie in de neotheropoden, een veel ruimere groep, in afwachting van de vondst van beter materiaal.
De mogelijke nadere bepaling tot de Neoceratosauria was op verschillende aanwijzingen gebaseerd. In het latere Maastrichtien van India zijn nog onbenoemde staartwervels gevonden, vermoedelijk behorend aan Abelisauroidea, die wat betreft de doorsnede van het wervelkanaal erg op Kemkemia lijken; andere achterste staartwervels uit deze Indiase lagen tonen dezelfde combinatie van een stevig doornuitsteeksel en gereduceerde zygapofysen. Een positie in de Coelophysoidea of de afgeleide Tetanurae was onwaarschijnlijk vanwege dit grote doornuitsteeksel dat bij die vormen altijd veel kleiner is in de uiterste staartwervels; de hele wervel doet trouwens in veel opzichten eerder denken aan meer naar voren gelegen staartwervels bij de meeste andere theropoden — en het is dit verschijnsel dat een verwantschap deed vermoeden met de Abelisauridae waar zich in de wervelkolom ook zo'n verschuiving van eigenschappen naar achteren voordoet. De uitholling op het doornuitsteeksel was verder alleen aangetroffen bij Ceratosaurus. De inschatting van Cau was dan ook dat Kemkemia tot de Abelisauroidea behoort of er nauw aan verwant is. Een voorlopige kladistische analyse ondersteunde de plaatsing in Neoceratosauria.
In 2012 bleek echter dat het om een lid van de Crocodyliformes ging: de vermeende autapomorfieën waren in feite normaal voor een crocodyliform.

## Levenswijze
Wegens de beperkte resten is er weinig meer over het uiterlijk van Kemkemia te zeggen dan dat het een middelgrote roofsauriër betreft van ongeveer vier à vijf meter lengte. De lengte kan uit de wervel worden afgeleid omdat deze van een volwassen exemplaar is. Omdat de wervel vrij lichtgebouwd is, zou het volgens Cau kunnen dat de hele bouw van het dier ook tamelijk rank is. Het was in 2009 de enige benoemde middelgrote theropode uit de Kem Kem-lagen die verder resten hebben opgeleverd van grote theropoden, zoals Spinosaurus, Carcharodontosaurus en Deltadromeus, en sauropoden zals Rebbachisaurus. Er waren al wel schedelfragmenten gevonden die toebehoorden aan middelgrote theropoden, vermoedelijk abelisauroiden; die zijn wellicht ook van Kemkemia. Eenduidige resten van nog kleinere soorten zijn niet aangetroffen: er is wel wat materiaal maar dat kan ook aan jongen hebben toebehoord. Omdat van Spinosaurus en Carcharodontosaurus de staart niet bekend is, bestond de theoretische mogelijkheid dat MSNM V6408 in werkelijkheid aan een van deze soorten toebehoort maar Cau achtte dat zeer onwaarschijnlijk. Nu Kemkemia in feite tot een andere groep behoort, verliezen deze overwegingen hun relevatie.